# As the Sun Went Down
As the Sun Went Down er en amerikansk stumfilm fra 1919 af E. Mason Hopper.

## Medvirkende
- Edith Storey - Billy
- Lew Cody - Faro Bill
- Harry S. Northrup
- William Brunton - Albert Atherton
- F. A. Turner - Gerald Morton
- Frances Burnham - Mabel Morton
- ZaSu Pitts - Sal Sue
- F. E. Spooner - Gin Mill Jack
- Alfred Hollingsworth - Pizen Ike
- Vera Lewis
- George W. Berrell - Piety Pete
- Pop Taylor
- Cal Dugan